# Linia kolejowa nr 859
Linia kolejowa nr 859 – jednotorowa, zelektryfikowana linia kolejowa znaczenia miejscowego łącząca posterunek odgałęźny Szczygłowice Kopalnia ze stacją techniczną KWK Szczygłowice.
Linia umożliwia eksploatację Kopalni Węgla Kamiennego Szczygłowice przez pociągi towarowe jadące z kierunku Knurowa.